# Umkehrthermik

Wirkprinzip der Umkehrthermik

Als Umkehrthermik bezeichnet man Hebungsvorgänge in bodennahen bis mittelhohen Luftschichten, welche im Unterschied zur Thermik nicht durch Sonneneinstrahlung und die damit verbundene Luftmassenerwärmung, sondern durch Abkühlung von Luftmassen bei fehlender Einstrahlung entstehen. Da sich diese Situation häufig zur Zeit des Sonnenuntergangs einstellt, spricht man auch von Abendthermik.
Die sich zum Beispiel an Berghängen schneller als im Tal abkühlende Luft fließt dabei durch die Dichtezunahme ins Tal und verdrängt die wärmere, weniger dichte Luft über dem Tal nach oben. Für den Segelflug nutzbare Umkehrthermik ist im Vergleich zur Tagesthermik ein seltenes Phänomen. Im Fachjargon der Gleitschirm- und Drachenflieger wird sie deshalb häufig auch als Magiclift bezeichnet.
Die Ausprägung einer Umkehrthermik hängt stark mit der Topografie zusammen. In einem Längstal kann der kühlere Bergwind in Bodennähe rasch abfließen ohne die wärmere Luftmasse im Tal großräumig abzulösen. In abgeschlossenen Talkesseln kommt der Verdrängungseffekt durch die abfließende Luft stärker zum Tragen, was die Entstehung der Umkehrthermik begünstigt.
Bedeutung hat die im Gegensatz zur Thermik meist nur schwach ausgeprägte Umkehrthermik vor allem für Modell-, Drachen- und Gleitschirmflieger, da sie auch nach Abklingen der thermischen Vorgänge am Abend noch längere Flüge erlaubt. Ein Anzeichen für das Auftreten von Umkehrthermik ist einsetzender Bergwind.

## Verwandte Themen
- Berg- und Talwind-Zirkulation